# Wiązania wysokoenergetyczne
Wiązania wysokoenergetyczne, wiązania makroergiczne – wiązania chemiczne, których standardowa energia swobodna hydrolizy jest równa bądź niższa ("bardziej ujemna") niż dla hydrolizy ADP do AMP.
Do związków zawierających wiązania makroergiczne należą: ADP, ATP, UDP-glukoza, fosfokreatyna, 1,3-bisfosfoglicerynian, "aktywny metyl", fosfoenolopirogronian, acetylo-CoA (i inne estry tiolowe koenzymu A, np. bursztynylo-CoA, metabolit cyklu Krebsa) itp.
Związki zawierające wiązania makroergiczne biorą udział w przenoszeniu energii w komórce. Podczas swego rozpadu uwalniają znaczną ilość energii.
Graficznie wiązanie tego typu oznacza się najczęściej tyldą (~).